# A Kid from Tibet
A Kid from Tibet is een martialartsfilm uit Hongkong. De film verscheen in 1991, en werd geregisseerd Yuen Biao, die eveneens de hoofdrol vertolkte. In de film speelden ook twee andere leden van de Seven Little Fortunes mee: Yuen Wah en Jackie Chan.

## Verhaal
Jaren geleden probeerde de kwaadaardige “Zwarte tak van het Vajrayana” Tibet te veroveren. Ze werden verslagen door een groep Tibetaanse monniken met een krachtig magisch voorwerp: de “Gouden Fles van Babu”.
In het heden is de dop van deze fles in het bezit van een Tibetaanse meester. Wanneer hij verneemt dat de zwarte tak weer een aanval beraamt, stuurt hij de jonge monnik Wong La naar Hongkong om de fles zelf terug te halen. Deze is in het bezit van een gehandicapte advocaat.
Wong ontmoet op zijn reis een jonge vrouw genaamd Chiu Seng-Neng, die als agent voor de advocaat werkt. Hij moet haar beschermen tegen de zwarte tak, die ook achter de fles aan blijkt te zitten.

## Rolverdeling
| Acteur        | Personage                  |
| ------------- | -------------------------- |
| Yuen Biao     | Wong La                    |
| Michelle Reis | Chiu Seng-Neng             |
| Yuen Wah      | Tovenaar van de zwarte tak |
| Nina Li Chi   | Zus van de tovenaar        |
| Roy Chiao     | Robinson                   |
| Michael Dingo | Michael                    |
| Wu Ma         | Wongs meester              |
| Billy Lau     | Bewaker op de luchthaven   |
| Lau Chau Sang | Tibetaanse handlanger      |
| Jackie Chan   | cameo                      |
| Gabriel Wong  | cameo                      |

## Achtergrond
A Kid From Tibet is de enige film geregisseerd door Yuen. Wel was hij co-regisseur van Peacock King.
De film werd opgenomen in Taiwan en deels op locatie in Tibet.